# Lophion anisopetalum
Lophion anisopetalum là một loài thực vật có hoa trong họ Hoa tím. Loài này được (Greene) Nieuwl. & Lunell mô tả khoa học đầu tiên năm 1916.